# Agrotis gravis
Agrotis gravis är en fjärilsart som beskrevs av Augustus Radcliffe Grote 1874. Agrotis gravis ingår i släktet Agrotis och familjen nattflyn. Inga underarter finns listade i Catalogue of Life.